# ASUS Eee Pad
L'Eee Pad è un Tablet PC sviluppato da ASUS. Il nome deriva dalla fusione del celebre brand Eee con la denominazione Pad spesso utilizzata nei nomi di questo tipo di dispositivi. Con questo nome vengono indicati due dispositivi, EP121 ed EP101TC, presentati il 31 maggio 2010 alla mostra Computex svoltasi in Taipei. I due prodotti si differenziano tra loro soprattutto per la combinazione processore-sistema operativo: un modello monta un processore Intel unito a Windows 7, il secondo un processore NVidia T20 e come sistema operativo vi è possibilità di scelta tra Windows CE o Android.
I dispositivi sono attualmente in fase di produzione, la commercializzazione dovrebbe cominciare dalla fine di quest'anno.

## Eee Pad EP121

### Caratteristiche tecniche
Questo modello presenta alcune caratteristiche molto interessanti che lo distinguono dalla maggior parte degli altri Tablet PC Intel finora noti. Ad esempio è mosso da un processore Core 2 Duo a bassissimo voltaggio (10 W) mentre solitamente questi dispositivi montano un economico Intel Atom, inoltre si distingue per una autonomia della batteria fuori dal comune, di ben 10 ore secondo le fonti ufficiali.
Questo è l'elenco delle specifiche tecniche. Va ricordato che, non essendo ancora in commercio, per quanto riguarda questo dispositivo diverse informazioni non sono ancora state divulgate quindi alcuni dati potrebbero risultare inesatti. Mancano del tutto i dati in merito alle prestazioni riscontrabili a schermo acceso, non esistendo ad oggi nessun prototipo di questo modello funzionante.
- display:

TouchScreen capacitivo multi-touch da 12" ad alta definizione (presumibilmente HDReady), con risoluzione di 1366 x 768 pixel
- processore:

Intel Core 2 Duo CULV (1-1.5 GHz)
- sistema operativo:

Windows 7 Home Premium
- disco rigido:

scheda SSD da 32 o 64GB, espandibili tramite slot SDHC
- memoria RAM:

DDR2 da 2GB
- connettività:

Wi-Fi 802.11 b/g/n e 3G (forse opzionale)
- porte:

USB (2x), SD/SDHC, HDMI, slot per schede SIM e jack audio
- batteria:

10 ore
- fotocamera:

frontale da 0.3 MPixel

### Aspetto esterno
Questo dispositivo è apparso fin dal suo primo apparire come molto curato sia per quanto riguarda il comparto hardware, sia nell'aspetto esterno. Presenta uno schermo lucido antigraffio con lateralmente due altoparlanti ed un tasto di cui non è stata dichiarata la funzione (probabilmente corrisponde al tasto Home tipico dei dispositivi Apple). Ai lati sono presenti le varie porte, rispettivamente USB, HDMI, SIM e SD per il lato destro, tasti di accensione e regolazione del volume sulla sinistra, disposti lungo una banda piatta che corre per tutto il perimetro dello schermo, inclinata perpendicolarmente rispetto a questo. Ad uno spessore di circa 0,5 cm la banda si interrompe per declinare lentamente verso il retro. 
Sul lato inferiore è presente inoltre una porta di connessione per la Docking Station (vedi capitolo successivo). 
Il case è interamente in alluminio, materiale che permette al dispositivo di contenere incredibilmente il peso attestato intorno ai 780g. Inoltre, nonostante il comparto hardware piuttosto consistente, secondo alcune fonti lo spessore dovrebbe essere contenuto attorno ai 13 mm (dato che comunque si può ben confermare guardando le immagini).

### Docking Station
Insieme a questo Tablet sono state presentate due interessanti basi specifiche per questo dispositivo che hanno letteralmente rivoluzionato il concetto di "Docking Station". Fino a poco tempo fa infatti questa definizione indicava un semplice supporto per il computer, solitamente con l'unico scopo di sorreggerlo o talvolta aggiungere delle porte o mantenere in carica il dispositivo, invece le due basi introdotte dalla ASUS permettono in un caso di trasformare il Tablet in un vero e proprio Notebook, nel secondo caso dirigono il dispositivo verso un PC All-in-One.
Le basi si connettono al dispositivo tramite una presa presente sulla parte superiore delle due basi che entra nella apposita porta situata sulla parte inferiore del dispositivo.
La prima è dotata di una tastiera ed un Touchpad e contiene all'interno una batteria che secondo le fonti ufficiali, ma un po' inverosimilmente, dovrebbe garantire al tablet un'autonomia pari a due volte e mezzo quella del solo Tablet: 35 ore senza necessità di ricarica.
Secondo alcune voci questa base dovrebbe includere anche un masterizzatore CD/DVD MultiDrive, peraltro non visibile nelle foto del prodotto.
la spina di connessione con il Tablet si trova all'interno di un supporto inclinabile che deve accogliere il dispositivo, situato sul retro della Docking Station.
La seconda è composta da un Hard disk esterno con alcune porte aggiuntive sul retro (USB, HDMI, Ethernet e jack audio). Sulla parte superiore sono presenti due supporti, uno per inserire il Tablet e il secondo per ricaricare una tastiera connessa alla base tramite Bluetooth

### Commercializzazione e prezzo
Inizialmente era stato annunciato per questo dispositivo un prezzo indicativo di circa 500$ e una possibile commercializzazione per la fine del 2010, in seguito queste informazioni sono state smentite dallo stesso amministratore delegato della compagnia che ha dichiarato:
(Jerry Shen, CEO di ASUS)
A quanto pare il perfezionamento costerà ai clienti ben 500$ in più di quanto previsto. Secondo alcune fonti invece il raddoppiamento del prezzo sarebbe dovuto alle due Docking Station non più vendute opzionalmente. Comunque questa variazione si teme che pregiudichi al dispositivo una possibile concorrenza con l'iPad che costando nella versione di base la metà eclisserebbe del tutto il Tablet della ASUS.  
Quindi è probabile che la compagnia abbia deciso di sostituire il modello EP121 con il modello più piccolo (EP101TC) per il ruolo di principale concorrente dell'iPad, destinando il primo ad una fascia più alta di mercato.
Per quanto riguarda una data di commercializzazione in seguito è stato precisato che più che per l'inizio del 2011 si pensa alla fine del 2010, quindi potrebbe essere già disponibile in preordine verso dicembre.

## Eee Pad EP101TC

### Caratteristiche tecniche
Insieme all'EP121 è stato mostrato un modello con schermo da 10 pollici, processore NVidia T20 unito ad una versione aggiornata di Windows CE, presentata ufficialmente insieme al dispositivo, primo a montarla. Il Tablet è stato inoltre dotato di una piacevole interfaccia grafica che permette un facile accesso ai programmi.
Poco tempo fa era trapelata la notizia che il sistema operativo Windows era stato abbandonato per cedere il posto alla nuova versione 3.0 di Android. Alcuni giorni dopo l'amministratore delegato di ASUS ha dichiarato che verranno prodotti dispositivi con entrambi i sistemi operativi.
Questo è l'elenco delle caratteristiche:
- display:

TouchScreen capacitivo multi-touch da 10" ad alta definizione (forse HDReady), con risoluzione di 1366 x 768 pixel
- processore:

NVidia T20
- sistema operativo:

Windows Embedded Compact 7, Android 3.0 (disponibile upgrade alla versione 3.1)
- disco rigido:

scheda SSD da 16, 32 o 64GB
- memoria RAM:

DDR2 da 512MB
- connettività:

Wi-Fi 802.11 b/g/n e 3G
- porte:

USB, SD/SDHC, slot per schede SIM e jack audio
- batteria:

probabilmente 10 ore
- fotocamera:

frontale da 0.3 MPixel

### Aspetto esterno
Esternamente questo dispositivo risulta quasi del tutto identico al modello più grande. Uniche differenze sono la grandezza dello schermo e la porta HDMI che nell'EP101TC sembra non essere presente. Anche le dimensioni e il peso dovrebbero essere proporzionatamente minori rispetto all'EP121: lo spessore si aggira intorno ai 12 mm e il peso è di circa 650g.

### Docking Station
Questo argomento è stato molto discusso per quanto riguarda il modello piccolo. Inizialmente era confermata la disponibilità delle due basi del modello da 12" in scala ridotta, in seguito la notizia è stata smentita e recentemente riconfermata da una dichiarazione dell'amministratore delegato. L'unica cosa certa è che le basi sono le stesse del modello grande, di dimensione ridotta.

### Commercializzazione e prezzo
Originariamente per questo dispositivo era stata annunciata una seconda presentazione (forse per introdurlo con il sistema operativo Android) nel corso della mostra CES 2011 a cui sarebbe subito seguita la vendita. Non appena sono trapelate le informazioni sull'adozione di questo differente sistema operativo l'amministratore delegato ha dichiarato che il modello con Windows CE precedentemente mostrato sarà comunque disponibile a gennaio del 2011, mentre la versione con Android 3.0 verrà distribuita in seguito alla sua presentazione nella suddetta mostra, quindi verso la fine di marzo.
I prezzi delle due versioni dovrebbero essere rispettivamente di 400-500$ (a seconda della memoria ROM scelta) per il modello con Windows e 400$ per la successiva versione Android.